# Ark (musikalbum av L'Arc-en-Ciel)
Ark är det sjätte albumet av L'Arc-en-Ciel. Det gavs ut 1 juli 1999 på Ki/oon Records. Albumet släpptes samtidigt som "Ray".  

## Låtlista
| Nr | Titel                                                             | Text  | Musik    |
| -- | ----------------------------------------------------------------- | ----- | -------- |
| 1  | Forbidden Lover                                                   | Hyde  | Ken      |
| 2  | Heaven's Drive                                                    | Hyde  | Hyde     |
| 3  | Driver's High                                                     | Hyde  | Tetsu    |
| 4  | Cradle                                                            | Hyde  | Yukihiro |
| 5  | Dive to Blue                                                      | Hyde  | Tetsu    |
| 6  | Larva                                                             | ‐     | Yukihiro |
| 7  | Butterfly's Sleep                                                 | Hyde  | Ken      |
| 8  | Perfect Blue                                                      | Tetsu | Tetsu    |
| 9  | Shinjitsu to Gensou to (真実と幻想と Med Sanningen och Fantasin?) | Hyde  | Ken      |
| 10 | What is Love                                                      | Hyde  | Tetsu    |
| 11 | Pieces [Ark Mix]                                                  | Hyde  | Tetsu    |

## DVD Låtlista (15th Anniversary Expanded Edition)
| Nr | Titel                                                               |
| -- | ------------------------------------------------------------------- |
| 1  | Making of the "Forbidden Lover" Music Video                         |
| 2  | Recollection 1                                                      |
| 3  | Making of the "Heaven's Drive" Music Video                          |
| 4  | Recollection 2                                                      |
| 5  | Butterfly's Sleep@London Hearts (ロンドンハーツ) * (1999.6.20 O.A.) |
| 6  | Making of the "Driver's High" Music Video                           |
| 7  | Recollection 3                                                      |
| 8  | Making of the "Pieces" Music Video                                  |
| 9  | Recollection 4                                                      |
| 10 | Documentary on "1999 Grand Cross Tour" (1999.8.20)                  |

* Japanskt komedi TV-program.